# فرنسيسكو لوبيز (لاعب كرة يد)
فرنسيسكو لوبيز (بالإسبانية: Francisco López)‏ (13 يوليو 1949 - ) هو لاعب كرة يد إسباني. شارك في الألعاب الأولمبية الصيفية 1972 والألعاب الأولمبية الصيفية 1980.

## وصلات خارجية
- فرنسيسكو لوبيز على موقع أوليمبيديا (الإنجليزية)